# Charles Mayor
Charles Mayor, né le 2 mars 1876 à Genève et mort le 1er décembre 1950 à Bussigny, est un  compositeur et chef de chœur vaudois.

## Biographie
Charles Mayor suit d’abord les cours de l’École industrielle à Lausanne, puis ceux de l’École normale. À 16 ans, il commence l’étude du violon sous la direction de Charles Pilet. En 1896, il entre au Conservatoire de Weimar où il étudie pendant quatre ans. De retour à Lausanne, il poursuit des études de composition avec Otto Barblan et Joseph Lauber à Genève, puis de 1901 à 1902 à Paris avec Dubulle.
Il est nommé maître de chant à l’École supérieure et au gymnase de jeunes filles à Lausanne, poste qu’il occupe jusqu’en 1928. En 1922, il est nommé maître de chant, d’harmonium et de gymnastique rythmique à l’école normale où il enseigne jusqu’en 1941. Au conservatoire de Lausanne, il enseigne le chant dès 1910 et y crée un chœur mixte. Charles Mayor est directeur de nombreuses grandes sociétés de chant dans le canton de Vaud: l'Orpheon à Lausanne, l'Harmonie de Payerne, le Chœur des Alpes à Montreux, la Persévérance à Vallorbe, la Jeune Helvétie à Morges, l'Union chorale de Lausanne et l'Union chorale de Vevey. Il est membre de la Société cantonale des chanteurs vaudois et fait partie de la commission musicale jusqu’en 1938. Il est chef des chœurs de la Fête des vignerons en 1927 et directeur de la division supérieure à la Fête d’Aigle en 1929.
On doit à Charles Mayor de nombreuses compositions : des œuvres vocales, poèmes symphoniques, chœurs mixtes, une méthode de solfège pour voix d’hommes et une suite pour orchestre à cordes. Pour le Concours international de Genève en 1909, il compose la Chanson de Etoiles, un chœur a cappella. Pour marquer le centenaire de l’École normale à Lausanne en 1933, il écrit une musique pour Le sacrifice d'Abraham, sur un texte de Théodor de Bèze. En 1950, quatre de ses créations chorales sont primées au concours de la Société fédérale de chant.
En 1984, un fonds Charles Mayor est créé à la Bibliothèque cantonale et universitaire Lausanne.

## Sources
- « Charles Mayor », sur la base de données des personnalités vaudoises sur la plateforme « Patrinum » de la Bibliothèque cantonale et universitaire de Lausanne.
- Dictionnaire des musiciens suisses, Zurich, Atlantis Verlag, 1964, p. 231–232
- Historisch-Biographisches Musiker-Lexikon der Schweiz, Zürich, Gebrüder Hug & Co., 1928, p. 204
- Fonds Charles Mayor à la Bibliothèque cantonale et universitaire Lausanne.